# Kelvin Kiptum
Kelvin Kiptum (Chepsamo, 2 december 1999 – Kaptagat, 11 februari 2024) was een Keniaans langeafstandsloper en wereldrecordhouder op de marathon toen hij stierf. Hij is de enige persoon ooit die een marathon gelopen heeft binnen 2 uur en 1 minuut in een officiële wedstrijd. Hij rende drie van de zeven snelste marathons ooit.

## Carrière
In december 2022 debuteerde Kiptum op de hele marathon. Hij liep op de Marathon van Valencia een tijd van 2:01.53, een parcoursrecord. Hiermee liep hij op dat moment de op drie na snelste tijd ooit en was hij de op twee na snelste marathonloper aller tijden.
In april 2023 won hij de marathon van Londen in 2:01.25, de tweede snelste marathontijd ooit gelopen, 16 seconden trager dan Eliud Kipchoge's wereldrecord van 2:01.09.
Op 8 oktober 2023 liep Kiptum een nieuw wereldrecord op de marathon van Chicago, in een tijd van 2:00.35. Kiptum is daarmee de eerste persoon die de marathon drie keer onder de 2:02.00 heeft gelopen, en dat bovendien in zijn enige drie marathons.

## Overlijden
Op 11 februari 2024 kwam Kiptum bij een auto-ongeluk in Kenia om het leven. Hij liet daarmee zijn vrouw en twee kinderen achter. Ook zijn coach Gervais Hakizimana overleed bij het ongeval.

## Persoonlijke records
| Onderdeel      | Prestatie    | Datum           | Plaats    |
| -------------- | ------------ | --------------- | --------- |
| 10.000 m       | 28.27,87     | 4 mei 2021      | Stockholm |
| 10 km          | 28.17        | 6 oktober 2019  | Utrecht   |
| halve marathon | 58.42        | 6 december 2020 | Valencia  |
| marathon       | 2:00.35 (WR) | 8 oktober 2023  | Chicago   |

## Onderscheidingen
- Wereldatleet van het jaar (wegatletiek) - 2023